# I valet och kvalet (film)
I valet och kvalet är en amerikansk film från 1948 i regi av Frank Capra. Filmen bygger på en pjäs av Howard Lindsay och Russel Crouse som hade premiär på Broadway 1945. Filmen gick bra på bio, men blev inte en lika stor framgång som Capras tidigare filmer.

## Handling
Industrimannen Grant Matthews övertalas av sin älskarinna, tidningsmagnaten Kay Thorndyke, att ställa upp i amerikanska presidentvalet för republikanerna. Hans fru Mary stödjer honom utan att känna till bakgrunden till kandidaturen. Matthews inser dock snart att en presidentvalskampanj innebär stora kompromisser både privat och politiskt.

## Rollista
- Spencer Tracy - Grant Matthews
- Katharine Hepburn - Mary Matthews
- Van Johnson - Spike
- Angela Lansbury - Kay Thorndyke
- Adolphe Menjou - Jim Conover
- Lewis Stone - Sam Thorndyke
- Howard Smith - Sam I. Parrish
- Charles Dingle - Bill
- Maidel Turner - Lulubelle
- Raymond Walburn - domare Alexander
- Margaret Hamilton - Norah
- Art Baker - Leith
- Pierre Watkin - Senator Lauterback
- Florence Auer - Grace
- Irving Bacon - Buck Swenson
- Charles Lane - Blink Moran
- Carl Switzer - springpojke